# Przyjęcie na dziesięć osób plus trzy
Przyjęcie na dziesięć osób plus trzy – polska komedia obyczajowa z 1973 roku w reżyserii Jerzego Gruzy, do której scenariusz napisał Jan Himilsbach. Cenzura nie dopuściła do emisji i film siedem lat przeleżał na półkach TVP, do 1980 roku.
Film został nakręcony w Krakowie.

## Opis fabuły
W pośredniaku zebrali się bezrobotni skierowani przez Milicję Obywatelską. Jednym z nich jest 38-letni Karolak, który żyje z renty matki. Przesiedział dwanaście miesięcy za kratkami (za niewinność), a trzy miesiące temu wyszedł z więzienia. Przed pośredniak zajeżdża żuk z elegancko ubranym mężczyzną. Mówi, że potrzebuje 10 młodych, silnych i chętnych do ciężkiej pracy. Zebrani bezrobotni zgadzają się w ciemno, jadą daleko za miasto. Na miejscu chlebodawca, przedstawiający się jako kierownik zakładu – Piątek – częstuje carmenami i wyłuszcza całą sprawę. Trzeba rozładować 5 wagonów skalnego grysu, który stoi na bocznicy kolejowej od kilku dni, ale nie ma komu. W zamian mieliby dostać według cennika 3 złote i 1 grosz za tonę. To wywołuje oburzenie bezrobotnych, ale Piątek wpada na pomysł zachęcenia ich do roboty. Prócz wypłaty zaprasza ich na przyjęcie finansowane z funduszu reprezentacyjnego przedsiębiorstwa, a przewodniczący rady zakładowej wyasygnuje dodatkowo pewną sumę na nagrody.

## Obsada
- Zdzisław Maklakiewicz – robotnik Karolak
- Leon Niemczyk – Piątek, kierownik zakładu
- Olgierd Łukaszewicz – Kazimierz, przewodniczący rady zakładowej
- Wiesław Dymny – robotnik Frączak
- Józef Morgała – robotnik, który nie będzie w „takim burdelu jak ten”
- Jerzy Kopczewski – „stary fachowiec”
- Jerzy Stuhr (głos: Stefan Friedmann) – robotnik
- W. Bielski – robotnik
- A. Biernacki – robotnik
- A. Chmiel – robotnik
- Antoni Konarek (głos: Jan Himilsbach) – Stefan, robotnik „45-latek wyglądający na 60-latka”
- Marek Pyś – robotnik
- Henryk Hunko – Tufta, sierżant MO
- Danuta Suflita – Krysia, sekretarka